# Vasyl'kivs'ka
Vasyl'kivs'ka (in ucraino Васильківська?; ) è una stazione della linea Obolons'ko-Teremkivs'ka, la linea 2 della metropolitana di Kiev.
È stata inaugurata il 15 dicembre 2010 quale nuovo capolinea in occasione del prolungamento del percorso.